# Rheobatrachus vitellinus
Rheobatrachus vitellinus är en groddjursart som beskrevs av Mahony, Tyler och Davies 1984. Rheobatrachus vitellinus ingår i släktet Rheobatrachus och familjen Myobatrachidae. IUCN kategoriserar arten globalt som utdöd. Inga underarter finns listade i Catalogue of Life.